# Marc Madiot
Marc Madiot, nacido el 16 de abril de 1959 en Renazé (Mayenne), es un exciclista y director deportivo francés. 

## Biografía
Ciclista profesional de 1980 a 1994, consiguió ganar la París-Roubaix, en 1985 y 1991. En 1997, creó el equipo Française des Jeux, el cual dirige. Es presidente de la Ligue Nationale de Cyclisme (LNC). Su hermano, Yvon Madiot, ha sido también ciclista profesional y es director deportivo de La Française de Jeux.
Al igual que muchos corredores, reconoció haber hecho uso de anfetaminas durante su carrera, sin embargo nunca ha dado positivo.
En abril del 2007, fue nombrado caballero de la Légion d'honneur.

## Palmarés
| 1981 - Tour de Limousin, más 1 etapa 1982 - Campeonato de Francia de Ciclocrós 1983 - 1 etapa de la Giro de Cerdeña 1984 - Trofeo de los Escaladores - Flèche finistérienne - 1 etapa de la Tirreno-Adriático - 1 etapa del Tour de l'Aude - 1 etapa del Tour de Francia - Boucles de l'Aulne 1985 - París-Roubaix - Grand Prix de Mauléon - Grand Prix de Plumelec - Gran Premio de Valonia - 1 etapa de la París-Niza | 1987 - Campeonato de Francia en Ruta . - Tour del Porvenir, más 1 etapa - Polynormande 1988 - 2.º en el Campeonato de Francia en Ruta 1989 - 1 etapa del Critérium Internacional 1991 - París-Roubaix 1992 - Trofeo de los Escaladores - 1 etapa de los Cuatro Días de Dunkerque |

## Resultados en grandes vueltas ciclistas y Campeonatos del Mundo de Ciclismo en Ruta
| Carrera         | 1980 | 1981 | 1982 | 1983 | 1984 | 1985 | 1986 | 1987 | 1988 | 1989 | 1990 | 1991  | 1992 | 1993 | 1994 |
| --------------- | ---- | ---- | ---- | ---- | ---- | ---- | ---- | ---- | ---- | ---- | ---- | ----- | ---- | ---- | ---- |
| Giro de Italia  | -    | -    | 34º  | -    | -    | -    | -    | -    | 12º  | -    | -    | -     | -    | -    | -    |
| Tour de Francia | -    | -    | 30.º | 8.º  | 35.º | 26.º | -    | 47.º | 66.º | 34.º | -    | 115.º | 70.º | -    | -    |
| Vuelta a España | -    | -    | -    | -    | -    | -    | -    | -    | -    | -    | -    | -     | -    | -    | -    |
| Mundial en Ruta | -    | -    | -    | -    | -    | 4º   | -    | -    | -    | -    | -    | -     | -    | -    | -    |